# Timàlia becgrossa bruna
La timàlia becgrossa bruna (Stachyris roberti) és un ocell de la família dels timàlids (Timaliidae).

## Hàbitat i distribució
Habita boscos, sotabosc, matolls i bambú al nord-est de l'Índia des d'Arunachal Pradesh cap al sud fins Cachar, Manipur i Nagaland, i nord-est de Myanmar.

## Taxonomia
Aquesta espècie era classificada dins l'obsolet gènere Sphenocichla Godwin-Austen et Walden, 1875, juntament amb S.humei fins que ambdues espècies van ser incloses al gènere Stachyris arran Moyle et al, 2012.